# Parrella
Parrella es un género de foraminífero bentónico considerado homónimo posterior de Parrella Ginsburg, 1938, y sinónimo posterior de Osangularia de la familia Osangulariidae, de la superfamilia Chilostomelloidea, del suborden Rotaliina y del orden Rotaliida. Su especie tipo es Anomalina bengalensis. Su rango cronoestratigráfico abarca desde el Cretácico superior hasta la Actualidad.

## Discusión
Clasificaciones más modernas hubiesen incluido Parrella en la Familia Alabaminidae.

## Clasificación
Parrella incluye a las siguientes especies:
- Parrella albiana
- Parrella algeriana
- Parrella bengalensis
- Parrella cheniourensis
- Parrella convexa
- Parrella cretacea
- Parrella culter
- Parrella culter var. midwayana
- Parrella dominicana
- Parrella expansa
- Parrella infracretacea
- Parrella macneili
- Parrella mariei
- Parrella tenuicarinata
- Parrella varvariensis
- Parrella whitei